# Список умерших в 1357 году

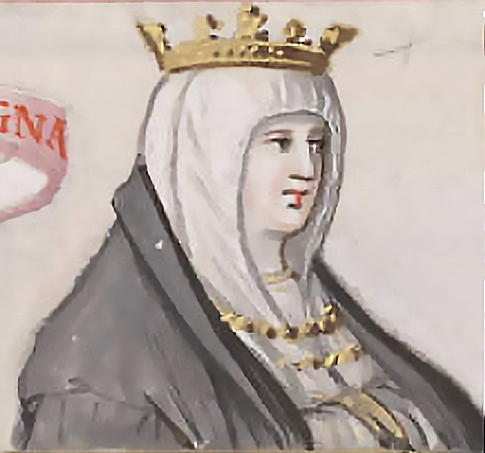
Мария Португальская

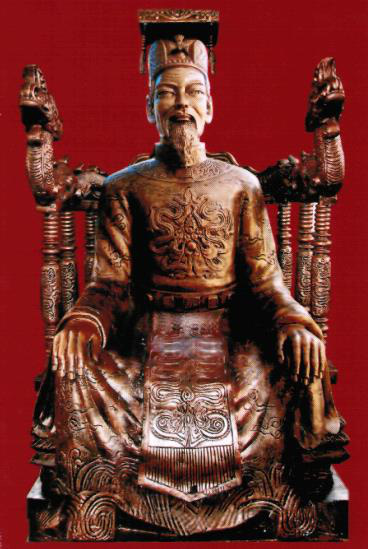
Чан Минь Тонг

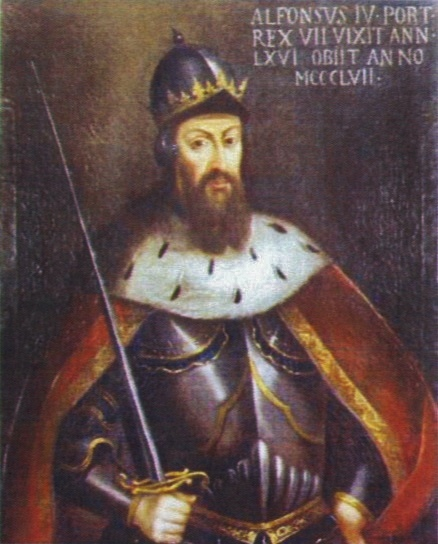
Афонсу IV Храбрый

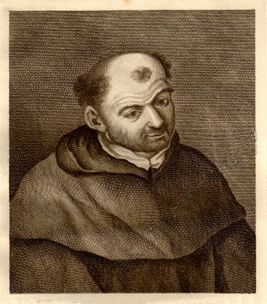
Якопо Пассаванти

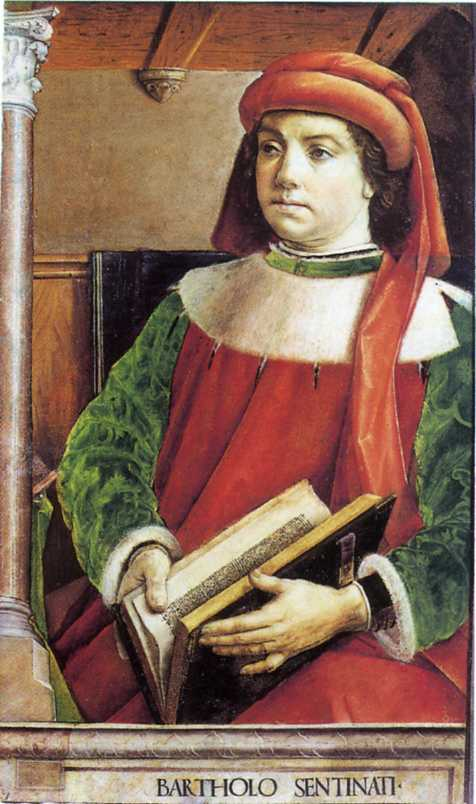
Бартоло да Сассоферрато

Карл I

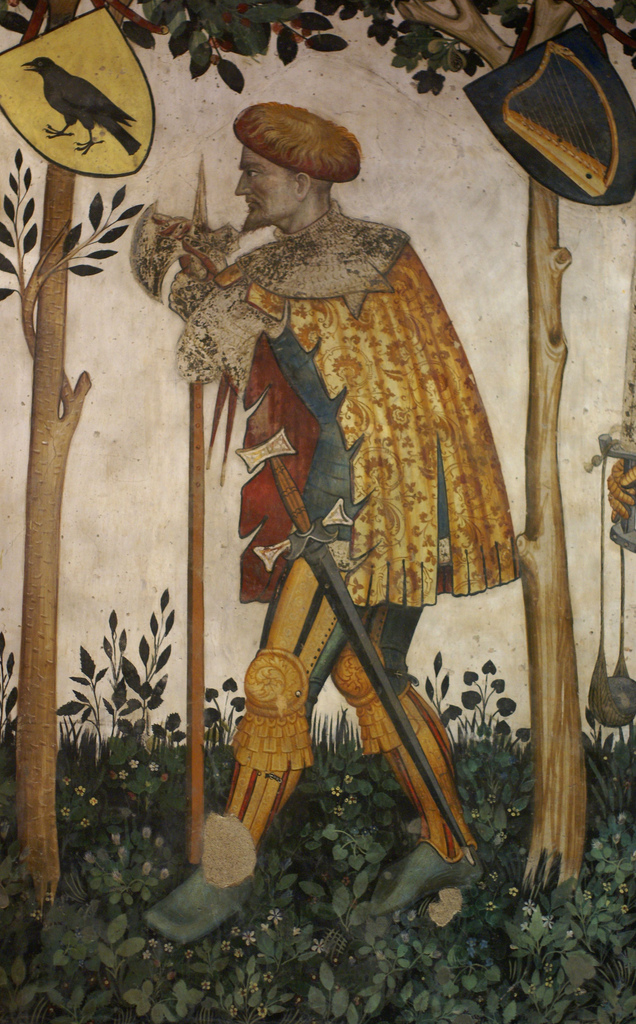
Томазо II

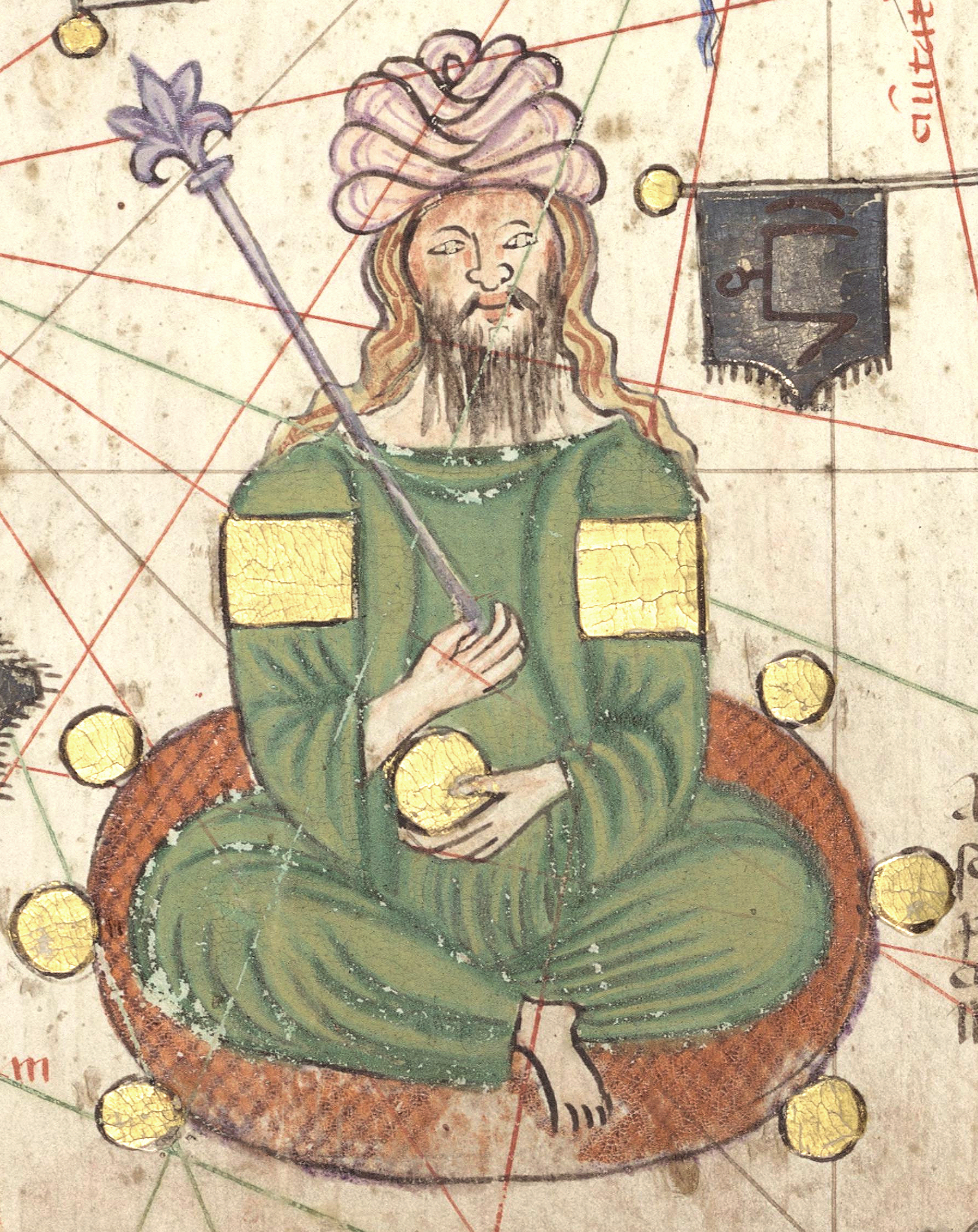
Джанибек

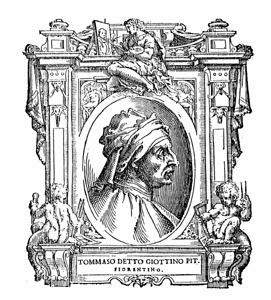
Джоттино

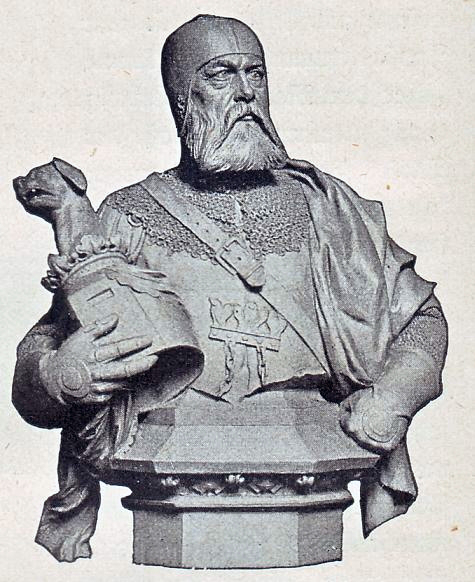
Иоганн II

В этой статье представлен список известных людей, умерших в 1357 году.
См. также: Категория:Умершие в 1357 году

## Январь
- 18 января — Мария Португальская (43) — инфанта Португалии, дочь Афонсу IV, королева-консорт Кастилии (1328—1350), жена Альфонсо XI Справедливого.
- 19 января — Луи де Восемен[фр.] епископ Шартра (1349—1357).

## Февраль
- 3 февраля — Алексей Петрович Хвост — боярин, московский тысяцкий, убит в результате боярского заговора

## Март
- 10 марта — Чан Минь Тонг[англ.] (56) — император Вьетнама (1329—1357) из династии Чан

## Май
- 21 мая — Пьер Фрето[фр.] — архиепископ Тура (1335—1357)
- 28 мая — Афонсу IV Храбрый (66) — король Португалии (1325—1357)

## Июнь
- 15 июня — Якопо Пассаванти[итал.] — итальянский доминиканский монах и писатель.

## Июль
- 13 июля — Бартоло да Сассоферрато — итальянский юрист, глава целой школы толкователей римского права («бартолисты» или постглоссаторы, консилиаторы).

## Август
- 15 августа:
  - Карл I — первый сеньор Монако (1342—1357), адмирал Франции (1346), погиб во время осады Монако войсками дожа Генуи;
  - Томазо II — маркграф Салуццо (1336—1357) (фактически 1336—1341 и с 1346).
- 18 августа — Людвиг II фон Гессен[нем.] — епископ Мюнстера (1310—1357).

## Сентябрь
- Клеменс Пьершала[англ.] — епископ Плоцка (1337—1357)

## Октябрь
- 4 октября — Анджело Аччайуоли[англ.] — епископ Л’Акуилы (1328—1342), епископ Флоренции (1342—1355)

## Дата неизвестна или требует уточнения
- Акхи Сирадж Айнае Хинд[англ.] («Зеркало Индии») или шейх Сераджуддин — бенгальский суфийский святой мистической традиции Чишти, ученик Низамуддина Аулии
- Ануширван[англ.] — ильхан Государства Хулагуидов (1344—1357) под контролем правителя Чобанидов Малека Ашрафа
- Зия-уд-дин Барани — исламский хронист, живший при дворе делийского султана Мухаммад-шаха ибн Туглака.
- Генрих V цу Штольберг[нем.] — епископ Мерзебурга (1341—1357).
- Ги де Монфор[фр.] — епископ Сен-Бриё (1335—1357)
- Джанибек — хан Золотой Орды (1342—1357)
- Джон Тревор[англ.] — епископ Сент-Асафа (1346—1357).
- Ибн Джузайй — андалузский и марокканский учёный, писатель, поэт, историк и юрист
- Ибн Курр[англ.] — музыкальный теоретик средневекового ислама
- Ингеборга Эйриксдоттер Норвежская — норвежская принцесса, дочь Эйрика II Норвежского, герцогиня-консорт Уппланда, Эланда и Финляндии (1312—1318), как жена Вальдемара, герцога Финляндии
- Иоганн II — бургграф Нюрнберга из дома Гогенцоллернов (1332—1357)
- Малек Ашраф[англ.] — правитель из династии Чобанидов (1343—1357), султан Азербайджана (1353—1357)
- Ни Вэньцзюнь[англ.] — китайский генерал, участник восстания Красных повязок; убит.
- Оттон I — граф Шверина (1327—1357)
- Садид ад-Дин аль-Казаруни[англ.] — персидский врач и медицинский писатель.
- Сулейман-паша Гази — крупный османский военачальник, удж-бей Кареси (1347—1357)
- Томас Страсбургский[англ.] — генерал Августинского ордена (1345—1357).
- Хуан де ла Серда, испанский дворянин из дома Ла Серда,сеньор де Пуэрто-де-Санта-Мария и де Хибралеон, главный альгвасил Севильи.
- Хуан де Моралес[исп.] — епископ Бодахоса (1329—1335), епископ Хаэна (1335—1357)
- Шейху[англ.] — высокопоставленный мамлюк при султанах Хаджжи I аль-Музаффаре, Аль-Хасан ан-Насире и Салихе Салахуддине; убит.
- Штепан из Штернберка, моравский аристократ и государственный деятель из панского рода Штернберков, моравский земский гетман, один из трёх инициаторов учреждения института земских досок в Моравском маркграфстве.
- Эберхард II, граф Кибурга и ландграф в Бургундии (с 1322).
- Эврар д’Орлеан[англ.] — французский готический скульптор, художник и архитектор
- Янош Гарай[англ.] — епископ Веспрема (1346—1357)